# 内田あや
内田 あや（うちだ あや）は日本の歌手。パートーナーズ・プロ所属。

## プロフィール
- 出身地：京都市
- 出身校：滋賀大学教育学部
- 身長：160cm
- 趣味・特技：音楽鑑賞、美味しいものを食べること
- 資格：中学校教諭一種免許状（音楽）、高等学校教諭一種免許状（音楽）
- 公式ブログ：内田あや 青い空blog
- Facebook：Uchida Aya/内田あや

## 人物
京都生まれ京都育ち。
アメリカのカンザスジャパンフェスティバル出演をきっかけに2010年デビューした。
デビュー当初は名古屋を中心に活動していたが2015年頃から出身地の京都に戻り活動している。
カントリーミュージックと日本的メロディーが融合した新ジャンルJ-Countryを生み出す。
現在も京都に住みながらアメリカ各地のジャパンフェスティバルや大地震が発生したハイチ共和国で国際救援活動を行っていた自衛隊への慰問ライブ、現地の孤児院でのライブなど海外でも精力的に活動。
また、全国各地の自衛隊への慰問ライブを行い自衛隊から表彰されたこともある。

## 現在出演中の番組
- 内田あや J-Country（KBS京都ラジオ）- 毎週火曜 17:30 - 18:00

## 過去に出演した番組

### テレビ
- ZIP!（日本テレビ）
- news every.（中京テレビ）- お天気コーナーテーマソング（2010年7月）
- キャッチ!（中京テレビ）- お天気コーナーテーマソング（2014年6月～7月）
- トヨタジュニアゴルフワールドカップ2014テーマソング（中京テレビ）
- ぽじポジたまご（KBS京都）- お天気コーナーテーマソング（2016年7月～9月）
- おやかまっさん（KBS京都）- お天気コーナーテーマソング（2017年8月～10月）

### ラジオ
- MOVE ON DREAM（FM AICHI）
- 夏の高校野球 京都府・滋賀県大会 応援テーマソング（KBS京都ラジオ）（2014年～2018年）

## ライブ
- Zepp Nagoya「Song For You」オープニングアクト（2010年8月）
- 24時間テレビ～愛は地球を救う～チャリティーライブ（名古屋・2014年～2018年）
- 京都駅ビル駅前広場ライブ（2013年、2016年）
- オリックス・バファローズVS北海道日本ハムファイターズ 国歌斉唱（2015年7月）

## ワンマンライブ
- 京都：京都市国際交流会館、都雅都雅、KYOTO MUSE、VOX Hall、silver wings、モダンタイムス
- 大阪：RAM TRACKS、泉佐野市立文化会館小ホール、雲州堂、ミセスドルフィン
- 名古屋：ell FITSALL、ell SIZE、Dream Cube、Live＆Dining Breath
- 東京：Welcome back!!
- 福岡：DANCITY

## 海外での活動
- ジャパンフェスティバル（カンザス2010年～2018年、シカゴ、ヒューストン、ニューヨーク）
- ハイチ日本大使館文化事業2012（ハイチ共和国）
- ハイチ派遣国際救援隊慰問ライブ（2011年～2013年に3度訪問）

## その他の活動
- イージス艦あたご1日艦長（2016年）

## ディスコグラフィー
- 1st ALBUM「ふるさとの青い空」（2010年）
- 2nd ALBUM「歩いてゆこうよ」（2011年）- これ以降アメリカでレコーディングを行う
- 3rd ALBUM「My Goal」（2012年）
- 4th ALBUM「Load Road」（2013年3月）
- 5th ALBUM「Next Page～J-Country world～」（2013年8月）
- 6th ALBUM「あなたのいた街」（2014年）
- 7th ALBUM「Music Box」（2015年）
- 8th ALBUM「NO.8」（2016年）
- 9th ALBUM「Happy Tears」（2017年）
- 10th ALBUM「Hello My Songs」 （2018年）

## ミュージックビデオ
- 風にのって
- Long Road～J Country ver.～
- 君には笑顔がよく似合う

※YouTubeで視聴可能

## 関連リンク
- 内田あや - パートナーズ・プロ